# 萊瓦西 (密蘇里州)
萊瓦西（英語：Levasy）是位於美國密蘇里州傑克遜縣的城市。

## 人口
根據2020年美國人口普查的數據，萊瓦西的面積為1.56平方千米，皆為陸地。當地共有人口77人，而人口密度為每平方千米49人。